# Combray
Combray é uma comuna francesa na região administrativa da Normandia, no departamento Calvados. Estende-se por uma área de 4,45 km². Em 2010 a comuna tinha 147 habitantes (densidade: 33 hab./km²).